# WrestleMania 2
WrestleMania 2 var den anden udgave af pay-per-view-showet WrestleMania produceret af World Wrestling Federation. Det fandt sted 7. april 1986 fra tre forskellige steder:
- Nassau Veterans Memorial Coliseum i Uniondale, New York
- Rosemont Horizon i Rosemont, Illinois
- Los Angeles Memorial Sports Arena i Los Angeles, Californien

Hvert sted havde en main event og adskillige andre kampe. I New York var showets main event en boksekamp mellem Mr. T og Roddy Piper. I Rosemont var showets main event en battle royal med 20 wrestlere og NFL-spillere. I Los Angeles var showet main event en VM-titelkamp mellem Hulk Hogan og King Kong Bundy. 

## Resultater

### Nassau Coliseum
- Paul Orndorff kæmpede uafgjort The Magnificent Muraco (med Mr. Fuji)
- WWF Intercontinental Championship: Randy Savage (med Miss Elizabeth) besejrede George Steele
- Jake Roberts besejrede George Wells
- Mr. T (med Joe Frazier) besejrede Roddy Piper (med Bob Orton og Lou Duva) via diskvalifikation i en boxing match

### Rosemont Horizon
- WWF Women's Championship: The Fabulous Moolah besejrede Velvet McIntyre
- Corporal Kirschner besejrede Nikolai Volkoff i en flag match
- Battle Royal: André the Giant vandt en battle royal med 20 wrestlere og NFL-spillere
  - André the Giant eliminerede Bret Hart til sidst.
- WWF World Tag Team Championship: British Bulldogs (Davey Boy Smith og Dynamite Kid) (med Ozzy Osbourne og Lou Albano) besejrede The Dream Team (Greg Valentine og Brutus Beefcake) (med Johnny Valiant)
  - British Bulldogs vandt dermed VM-bælterne.

### Los Angeles Memorial Sports Arena
- Ricky Steamboat besejrede Hercules
- Adrian Adonis (med Jimmy Hart) besejrede Uncle Elmer
- Terry Funk og Hoss Funk (med Jimmy Hart) besejrede Junkyard Dog og Tito Santana
- WWF Heavyweight Championship: Hulk Hogan besejrede King Kong Bundy (med Bobby Heenan) i en steel cage match
  - Hogan forsvarede dermed VM-titlen.

| Sport | Spire Denne artikel om sport er en spire som bør udbygges. Du er velkommen til at hjælpe Wikipedia ved at udvide den. |